# Álbum de estampas inglesas con el ex-libris de María Cristina, Reina de España
El Álbum de estampas inglesas con el exlibris de María Cristina, Reina de España fue declarado 
Bien de interés cultural, como patrimonio mueble, con fecha 1 de junio de 2004, inscribiéndose en el Catálogo del Patrimonio Histórico Andaluz.

## Historia
El álbum perteneció a la reina María Cristina, esposa de Fernando VII, y consta de 29 láminas publicadas por el editor británico John Boydell entre los años 1766 y 1784 que constituyen una muestra importantísima de los orígenes del grabado inglés, ya que a partir de esa fecha es cuando se inicia la escuela inglesa del grabado gracias a la influencia del retratista Joshua Reynolds y del costumbrista William Hogarth. Algunos de sus autores fueron de los primeros grabadores que pertenecieron a la Royal Academy y a la Society of Artist, que introdujeron técnicas como a la «manière noir» y al «pointillé». Aun sin conformar una colección en sí, el álbum destaca además por su gran valor documental al haber pertenecido al patrimonio real en una época de la que quedan muy pocos ejemplos de ello en lo que respecta a este tipo de manifestaciones
artísticas. Se une a todo ello la encuadernación de la época que posee, junto con su magnífico estado de conservación.

## Ficha
- Descripción: Álbum con el ex-libris de María Cristina de Borbón, Reina de España.
- Título: Estampas Inglesas (inscripción dentro de un recuadro rojo en el lomo).
- Material: Piel.
- Medidas: 485 x 335 mm.
- Época: siglo XVIII.
- Localización: Finca urbana sita en Almería, como consta en el expediente.
- Inscripciones: Ex-libris de la Reina María Cristina de Borbón, esposa de Fernando VII (interior, esquina superior izquierda).
- Contenido: 29 láminas de grabados ingleses publicados entre los años 1766 y 1784 por el editor británico John Boydell.

## Relación de bienes
1. Título y autor: The Virgin Mary, Infant Jesus and Elizabeth; de El Guido grabado por Robert Menageot. Técnica: 1 estampa: buril. Impresa en negro. Aguafuerte y «pointillé». Material: papel. Medidas: Grabado: 260 x 264 mm. Plancha: 300 x 326 mm. Papel: 475 x 321 mm. Época: Siglo XVIII. Edición: John Boydell 1776.
2. Título y autor: St. Cicilia; de G. B. Cipriani grabado por Francesco Bartolozzi. Técnica: 1 estampa: Impresa en color sanguina. Aguafuerte y lápiz. Materia en papel. Medidas: Grabado: 240 x 197 mm. Plancha: 275 x 252 mm. Papel: 427 x 277 mm. Época: Siglo XVIII. Colección de Boydell, IV, n.o 6. Edición: Londres 1774.
3. Título y autor: The Daughter of Guercino in the Dress of the Country Near Bologna; de Guercino da Cento grabado por Francesco Bartolozzi. Técnica: 1 estampa: Impresa en color negro. Aguafuerte y «pointillé». Material: papel. Medidas: Grabado: 304 x 240 mm. Plancha: 322 x 266 mm. Papel: 475 x 321 mm. Época: Siglo XVIII. Colección de Boydell, IV, n.o 1. Edición: John Boydell 1772.
4. Título y autor: The Golden Age; de B. West grabado por Georg Siegmund y Johann Gottlieb. Técnica: 1 estampa: buril. Impresa en color sanguina. «Pointillé». Material: papel. Medidas: Grabado: 268 x 311 mm. Plancha: 294 x 329 mm. Papel: 475 x 321 mm. Época: Siglo XVIII. Edición: John Boydell 1778.
5. Título y autor: The Silver Age; de H. Walton grabado por Charles West. Técnica: 1 estampa: buril. Impresa en color sanguina. «Pointillé». Material: papel. Medidas: Grabado: 270 x 311 mm. Plancha: 295 x 330 mm. Papel: 475 x 321 mm. Época: Siglo XVIII. Edición: John Boydell 1782.
6. Título y autor: Angelica Kauffmann de Joshua Reynolds grabado por Francesco Bartolozzi. Técnica: 1 estampa: Impresa en color sanguina. Aguafuerte y «pointillé». Material: papel. Medidas: Grabado: 244 x 206 mm. Plancha: 324 x 262 mm. Papel: 475 x 321 mm. Época: Siglo XVIII. Colección Boydell, VI, frontispicio. Edición: John Boydell 1780.
7. Título y autor: Sophonisba. Queen of Carthages; de Angelica Kauffmann grabado por Georg Siegmund y Johann Gottlieb. Técnica: 1 estampa: Impresa en color negro. Aguafuerte y «pointillé». Material: papel. Medidas: Grabado: 272 x 232 mm. Plancha: 338 x 251 mm. Papel: 475 x 321 mm. Época: Siglo XVIII. Edición: John Boydell 1778.
8. Título y autor: Phaenissa. Friend of Sophonisba; de Angelica Kauffmann grabado por Georg Siegmund y Johann Gottlieb. Técnica: 1 estampa: Impresa en color negro. Aguafuerte y «pointillé». Material: papel. Medidas: Grabado: 272 x 230 mm. Plancha: 337 x 251 mm. Papel: 475 x 321 mm. Época: Siglo XVIII. Edición: John Boydell 1778.
9. Título y autor: Tragedy; de Angelica Kauffmann grabado por Henri Sintzenich. Técnica: 1 estampa: Impresa en color negro. A la manera negra, «pointillé». Material: papel. Medidas: Grabado: 228 x 179 mm. Plancha: 282 x 216 mm. Papel: 465 x 322 mm. Época: Siglo XVIII. Edición: John Boydell 1782.
10. Título y autor: Comedy; de Angelica Kauffmann grabado por Henri Sintzenich. Técnica: 1 estampa: Impresa en color negro. A la manera negra, «pointillé». Material: papel. Medidas: Grabado: 221 x 174 mm. Plancha: 280 x 215 mm. Papel: 462 x 322 mm. Época: Siglo XVIII. Edición: John Boydell 1782.
11. Título y autor: Sappho; de Angelica Kauffmann grabado por John Pye el Viejo. Técnica: 1 estampa: Impresa en color negro. «pointillé». Material: papel. Medidas: Grabado: 267 x 232 mm. Plancha: 355 x 267 mm. Papel: 476 x 321 mm. Época: Siglo XVIII. Edición: John Boydell 1774.
12. Título y autor: Circe; de Domenichino grabado por William Sharp. Técnica: 1 estampa: buril. Impresa en color sanguina. Material: papel. Medidas: Grabado: 271 x 222 mm. Plancha: 341 x 252 mm. Papel: 475 x 321 mm. Época: Siglo XVIII. Edición: John Boydell 1780.
13. Título y autor: Vestal; de C. B. Cipriano grabado por Francesco Bartolozzi. Técnica: 1 estampa: Impresa en color sanguina. Aguafuerte y «pointillé». Material: papel. Medidas: Grabado: 233 mm (diámetro). Plancha: 291 x 257 mm. Papel: 475 x 321 mm. Época: Siglo XVIII. Colección de Boydell, IV, n.o 3. Edición: Londres 1780.
14. Título y autor: Angelica; de John Alexander Gresse grabado por Mango. Técnica: 1 estampa: buril. Impresa en color sanguina. Material: papel. Medidas: Grabado: 220 x 175 mm. Plancha: 284 x 219 mm. Papel: 475 x 321 mm. Época: Siglo XVIII. Edición: John Boydell 1782. 1.15
15. Título y autor: Omphale Queen of Lydia; estado antes de la letra. Técnica: 1 estampa: buril. Impresa en color sanguina. Material: papel. Medidas: Grabado: 220 x 172 mm. Plancha: 284 x 214 mm. Papel: 475 x 321 mm. Época: Siglo XVIII. Edición: John Boydell 1782.
16. Título y autor: Friendship; de Correggio grabado por Robert Menageot. Técnica: 1 estampa: buril. Impresa en color negro. «Pointillé». Material: papel. Medidas: Grabado: 181 mm (diámetro). Plancha: 257 x 225 mm. Papel: 350 x 250 mm. Época: Siglo XVIII. Edición: John Boydell 1775.
17. Título y autor: Innocences; pintado y grabado por Rober Menageot. Técnica: 1 estampa: buril. Impresa en color sanguina. «Pointillé». Material: papel. Medidas: Grabado: 180 mm (diámetro). Plancha: 257 x 225 mm. Papel: 428 x 281 mm. Época: Siglo XVIII. Edición: John Boydell 1775.
18. Título y autor: The Young Florist; de Gardner grabado por John-K Baldrey. Técnica: 1 estampa: buril. Impresa en color sanguina. «Pointillé». Material: papel. Medidas: Grabado: 251 x 215 mm. Plancha: 300 x 260 mm. Papel: 475 x 321 mm. Época: Siglo XVIII. Colección de Boydell, V, n.º 31. Edición: John Boydell 1781.
19. Título y autor: Prince Willian Frederick; de Joshua Reynolds grabado por Carolina Watson. Técnica: 1 estampa: buril. Impresa en color sanguina. Material: papel. Medidas: Grabado: 285 x 202 mm. Plancha: 316 x 213 mm. Papel: 475 x 321 mm. Época: Siglo XVIII. Edición: John Boydell 1784.
20. Título y autor: A Country Girl; de Josiah Boydell grabado por Richard Read. Técnica: 1 estampa: buril. Impresa en sanguina. Material: papel. Medidas: Grabado: 275 x 230 mm. Plancha: 315 x 239 mm. Papel: 475 x 321 mm. Época: Siglo XVIII. Edición: John Boydell 1778.
21. Título y autor: The Death of Abel; de Andrea Sacchi grabado por Richard Earlom. Técnica: 1 estampa: Impresa a la manera negra. Aguafuerte. Material: papel. Medidas: Grabado: 245 x 331 mm. Plancha: 278 x 331 mm. Papel: 302 x 460 mm. Época: Siglo XVIII. Edición: John Boydell 1766.
22. Título y autor: The Virgin Tea Ching St. John; de Guernico grabado por John Hamillon Mortimer. Técnica: 1 estampa: buril. Impresa en color negro. Aguafuerte. Material: papel. Medidas: Grabado: 222 x 277 mm. Plancha: 242 x 278 mm. Papel: 262 x 350 mm. Época: Siglo XVIII. Edición: John Boydell 1766.
23. Título y autor: St. Luke Painting the Virgin; de Simón de Pesero grabado por Francesco Bartolozzi. Técnica: 1 estampa: Impresa en color negro. Aguafuerte y buril. Material: papel. Medidas: Grabado: 249 x 194 mm. Plancha: 286 x 217 mm. Papel: 428 x 279 mm. Época: Siglo XVIII. Colección de Boydell, IV, n.º 7. Edición: John Boydell 1777.
24. Título y autor: Morning. Le Matin; de Barralet grabado por Victor Marie Picot. Técnica: 1 estampa: buril. Impresa en color negro. Material: papel. Medidas: Grabado: 224 mm (diámetro). Plancha: 236 x 235 mm. Papel: 475 x 321 mm. Época: Siglo XVIII. Edición: John Boydell 1782.
25. Título y autor: Evening. Le Soir; de Barralet grabado por Victor Marie Picot. Técnica: 1 estampa: buril. Impresa en color negro. Material: papel. Medidas: Grabado: 223 mm (diámetro). Plancha: 237 x 238 mm. Papel: 475 x 321 mm. Época: Siglo XVIII. Edición: John Boydell 1782.
26. Título y autor: An Italian Sea-Port; de Barralet grabado por Victor Marie Picot. Técnica: 1 estampa: buril. Impresa en color negro. Material: papel. Medidas: Grabado: 224 mm (diámetro). Plancha: 272 x 253 mm. Papel: 475 x 321 mm. Época: Siglo XVIII. Edición: John Boydell 1782.
27. Título y autor: A Shipwreck; de Barralet grabado por Victor Marie Picot. Técnica: 1 estampa: buril. Impresa en color negro. Material: papel. Medidas: 225 mm (diámetro). Plancha: 272 x 252 mm. Papel: 475 x 321 mm. Época: Siglo XVIII. Edición: John Boydell 1782.
28. Título y autor: The Sun Setting. Le Soleil Cour; de Serres grabado por Victor Marie Picot. Técnica: 1 estampa: buril. Impresa en color negro. Material: papel. Medidas: Grabado: 226 mm (diámetro). Plancha: 272 x 249 mm. Papel: 475 x 321 mm. Época: Siglo XVIII. Edición: John Boydell 1782.
29. Título y autor: Moon Light. Clair de Lune; de Serres grabado por Victor Marie Picot. Técnica: 1 estampa: buril. Impresa en negro. Material: papel. Medidas: Grabado: 226 mm (diámetro). Plancha: 275 x 250 mm. Papel: 475 x 321 mm. Época: Siglo XVIII. Edición: John Boydell 1782.

## Fuente
DECRETO 423/2004, de 1 de junio, por el que se declara Bien de Interés Cultural, como patrimonio mueble, el álbum de estampas inglesas con el ex-libris de María Cristina, Reina de España, sito en Almería.
- Este artículo incluye contenido derivado de una disposición relativa al proceso de protección, incoación o declaración de un bien cultural o natural publicada en el BOE n.º 180 el 27 de julio de 2004 (texto), el cual está libre de restricciones conocidas en virtud del derecho de autor de conformidad con lo dispuesto en el artículo 13 de la Ley de Propiedad Intelectual española.

- Datos: Q6172634